# Light + Shade
Light + Shade (někdy uváděno jako Light & Shade) je dvacáté druhé studiové album britského multiinstrumentalisty Mika Oldfielda. Bylo vydáno na podzim 2005 (viz 2005 v hudbě) a v britském žebříčku prodejnosti hudebních alb se neumístilo. Je to první Oldfieldovo album vydané společností Mercury Records.
Instrumentálním dvojalbem Light + Shade navázal Oldfield na svou desku Tr3s Lunas z roku 2002. Na každém disku se nachází hudba odlišných nálad. První CD (Light) obsahuje skladby chill-outové (oddychové) s výrazným klavírem nebo kytarou. Na druhém disku (Shade) se nalézá hudba více taneční. Album má rovněž dvě titulní strany (oranžovou – Light a šedomodrou – Shade). Deska Light + Shade byla nahrána s velkou pomocí počítačů. Důkazem toho jsou i 4 datové stopy na prvním disku, které obsahují čtyři skladby ve formátu U-MYX, které si může posluchač vlastnoručně namixovat. Speciální vydání pro Spojené království (prodává se ale i v Česku) navíc obsahuje dvě bonusové skladby (na každém disku jednu).

## Skladby

### Disk 1
1. „Angelique“ (Oldfield) – 4:40
2. „Blackbird“ (Oldfield) – 4:39
3. „The Gate“ (Oldfield) – 4:14
4. „First Steps“ (Oldfield) – 10:02
5. „Closer“ (Oldfield) – 2:51
6. „Our Father“ (Oldfield) – 6:50
7. „Rocky“ (Oldfield) – 3:19
8. „Sunset“ (Oldfield) – 4:47
9. „Près de Toi“ (Oldfield) – 3:55
Bonusová skladba na britském vydání

Skladby ve formátu U-MYX
1. „Quicksilver“
2. „Our Father“
3. „Slipstream“
4. „Angelique“

### Disk 2
1. „Quicksilver“ (Oldfield) – 5:55
2. „Resolution“ (Oldfield) – 4:33
3. „Slipstream“ (Oldfield) – 5:15
4. „Surfing“ (Oldfield) – 5:36
5. „Tears of an Angel“ (Oldfield) – 5:38
6. „Romance“ (Oldfield) – 4:00
7. „Ringscape“ (Oldfield) – 4:22
8. „Nightshade“ (Oldfield) – 5:11
9. „Lakme (Fruity Loops)“ (Delibes, úprava: Oldfield) – 4:56
Bonusová skladba na britském vydání

## Obsazení
- Mike Oldfield – elektrická kytara, piano, klávesy, programování
- Robin Smith, Christopher von Deylen – aranžmá kláves